# Justingrad
 (juin 2024).
Si vous disposez d'ouvrages ou d'articles de référence ou si vous connaissez des sites web de qualité traitant du thème abordé ici, merci de compléter l'article en donnant les références utiles à sa vérifiabilité et en les liant à la section « Notes et références ».
Justingrad (russe : Юстинград ; yiddish : יוסטינגראָד Yustingrod ; également translittéré Yustingrad ou Ustingrad) était une communauté juive située dans l'actuel raïon d'Ouman, en Ukraine. Le shtetl de Justingrad a été créé après que les Juifs ont été chassés de leurs maisons dans le village de Sokolivka, dans l'oblast de Cherkasy. Ces Juifs de Sokolivka se sont installés sur les terres situées de l'autre côté d'un pont/barrage d'un quart de mile, au bord d'un lac. Ce shtetl fut nommé Justingrad en l'honneur de Justina, l'épouse du noble qui vendit la terre aux Juifs. Beaucoup de ces Juifs ukrainiens sont partis vers 1900 pour une vie meilleure aux États-Unis. 
En août 1919, un pogrom a frappé Justingrad. Des hommes juifs ont été assassinés et des femmes juives ont été violées. Avec la Seconde Guerre mondiale, le 27 juillet 1941, les nazis ont détruit Justingrad. Actuellement, les terres de l'ancien Justingrad sont utilisées comme terres agricoles et comme pâturages pour le bétail des villages voisins.
En 1966, Joseph Gilman s'est rendu dans la région afin de compiler des documents concernant la famille Kaprov de la région de Sokolivka/Justingrad. Ce travail a été publié sous forme de livre aux États-Unis en 1969. En 1966, Justingrad n'existait pas en tant que village ou shtetl ; la terre était utilisée comme pâturage pour les vaches. Cependant, l'enseigne du shtetl de Justingrad était toujours là.

## Histoire
La communauté juive de Sokolivka est apparue dans la seconde moitié du XVIIIe siècle. En 1760, le propriétaire de Sokolivka, Francis Pototski, a publié un décret exemptant tous les chrétiens et les juifs qui souhaitaient s'installer dans la ville des taxes sur les spiritueux, la bière et le miel pendant trois ans. En 1765, environ 585 Juifs vivaient à Sokolivka et dans les villages environnants.
Pendant des milliers d'années, la persécution des Juifs a été monnaie courante dans les pays européens pour diverses raisons, et l'Empire russe n'a pas fait exception à la règle. En 1825, Nicolas Ier a promulgué une loi restreignant le droit des Juifs à choisir leur lieu de résidence et d'occupation. Une colonie militaire a été établie à Sokolivka et la population juive a été expulsée. De l'autre côté de la rivière Ros, de l'autre côté de Sokolivka, se trouvaient des terres non aménagées au sol riche, parfaites pour l'implantation d'une colonie. Les Juifs de Sokolivka implorèrent désespérément la propriétaire du terrain, une noble nommée Justina (certaines sources affirment que le mari de Justina était propriétaire du terrain), de leur donner accès au terrain. Lorsque Justina leur vendit le terrain, ils nommèrent la nouvelle colonie "ville de Justina" - "Justingrad" en remerciement. Bien qu'il s'agisse du nom officiel de la ville, la plupart des habitants l'appellent encore Sokolivka, car ils sont encore amers d'avoir été expulsés.
Au fil du temps, la nouvelle colonie s'est transformée en ville. En 1852, le rabbin Reb Gedaliah Aharon, un Tsadik célèbre dans la ville d'Illintsi, s'installa à Justingrad, accompagné de ses nombreux disciples (Chassidim). La colonie s'est développée au fur et à mesure que des fermiers non juifs s'installaient dans la région. Des relations étroites se développent entre les colons et les Juifs, dans le domaine du commerce et de l'emploi occasionnel. En 1897, le nombre total d'habitants atteignait 3 194, dont 2 521 juifs et 673 non-juifs. Au fil des ans, quatre synagogues furent construites à Justingrad, douze melamdim, chacune avec son propre cheder. Des bibliothèques, des écoles et des banques ont été construites. Au milieu du XIXe siècle, la population locale se composait de 2 349 chrétiens orthodoxes et de 502 juifs, mais en 1900, la population juive avait triplé pour atteindre 2 521 personnes.
Au début de la révolution russe, les Juifs de Justingrad organisèrent une unité d'autodéfense qui patrouillait dans la ville et arrêtait parfois des bandits pendant la nuit. Des chrétiens des villages voisins vinrent prendre les armes des Juifs et, devant leur refus, un certain nombre d'entre eux furent jetés dans la rivière Ros, mais beaucoup furent sauvés par des habitants de Sokolivka qui les aidèrent alors à chasser les bandits. Une autre fois, un groupe de 150 bandits a pris le shtetl en otage et a exigé 500 000 roubles et tous les vêtements des Juifs. Les habitants de Sokolivka sont à nouveau venus à la rescousse, alertant une troupe de bolcheviks qui se trouvait à proximité et qui a mis en déroute les bandits sous la direction de son commandant juif. Cependant, cette chance ne dura pas. Dans la nuit, les bandits reviennent et commencent à piller la ville. Au lever du jour, les bandits se sont emparés de tous les jeunes hommes de la ville, les ont traînés dans une synagogue et les y ont emprisonnés. Ils ont ensuite exigé une "taxe de guerre" de pas moins d'un million de roubles, à verser en deux heures. 
Comme l'argent ne pouvait être obtenu, toutes les deux heures, des Juifs étaient enlevés de la synagogue et assassinés par groupes de dix. Les Juifs rassemblent tout ce qu'ils peuvent et livrent un peu plus de la moitié de la somme demandée par les bandits. Les bandits prennent l'argent mais refusent de libérer leurs otages. Ils commencent à piller les magasins, à tirer sur les hommes, à violer les femmes et à fouetter les enfants juifs. Au coucher du soleil, ils commencent à quitter Justingrad, emmenant en captivité ceux qui sont restés dans la synagogue. À l'entrée de la ville, les bandits sont confrontés aux armées vertes, mais au lieu de secourir les civils, elles se contentent d'avertir les bandits de ne pas aider les bolcheviks de l'autre côté de la rivière. Au lieu de cela, les Juifs ont été assassinés et jetés dans la rivière. Lorsque des parents coururent jusqu'au pont reliant Justingrad et Sokolivka et implorèrent la libération de leurs enfants, ils furent également tués. Lorsque les captifs supplièrent les armées vertes de les aider, s'offrant même comme soldats, ces dernières ordonnèrent aux bandits de les tuer plus rapidement. Plus de 150 personnes ont été tuées. 
Après le massacre, les raids sur Justingrad sont devenus quotidiens pendant plusieurs années. Le 25 septembre 1919, Anton Denikin fait traverser Justingrad aux armées du tsar et une grande partie de la ville est rasée et pillée par ses soldats. Quelques mois plus tard, l'armée de Denikin ayant été vaincue, elle battit en retraite et revint à Justingrad, où elle détruisit à nouveau une grande partie de la ville par le pillage et l'incendie, mais cette fois-ci, le nombre de civils tués s'éleva à 200. Les Juifs qui ont survécu ont été déshabillés par les soldats et traînés dans la neige de décembre pour y mourir dans le froid. Les pogroms menés par Dénikine et ses forces tueront plus de 150 000 Juifs dans tout l'Empire russe.
Le shtetl est détruit. En 1926, il ne restait plus que 25 % de la population de Justingrad dans les ruines. Au début de la Seconde Guerre mondiale, 150 Juifs vivaient à Justingrad. Le village a été occupé le 24 juillet 1941. Peu après l'occupation, tous les Juifs ont été enregistrés et ont reçu l'ordre de porter une étoile jaune. Les Juifs ont été déportés et assassinés dans les mois qui ont suivi. Justingrad a été définitivement détruite à la fin de la guerre. Le dernier juif de Justingrad est mort des années plus tard à Sokolivka et a été enterré dans le cimetière local.